# Охорона здоров'я в Донецькій області
Охорона здоров'я в Донецькій області — система організації та забезпечення медичного обслуговування населення Донецької області.

## Захворюваність
Однією з гострих проблем для регіону залишається поширеність соціально небезпечних хвороб. У 2017 році в медичних закладах Донеччини перебували на обліку (під наглядом):
- 1574 хворих на активний туберкульоз (4,8 % від загальної кількості хворих по країні; 6 місце серед інших регіонів)
- 52,4 тис. хворих на розлади психіки та поведінки (5,5 % від загальної кількості по Україні; 5 місце);
- 22,9 тис. хворих на алкоголізм і алкогольні психози (4,9 % від загальної кількості по Україні), з них 3,8 тис. жінок (5,9 %); крім того, з метою профілактики — 8,6 тис. осіб (6,8 %);
- 5,6 тис. хворих на наркоманію і токсикоманію (9,0 % від загальної кількості по Україні, 4 місце), з них 736 жінок; крім того, з метою профілактики — 4,9 тис. осіб (14,8 %, 2 місце)

На території області, підконтрольній українській владі, рівень материнської смертності у 2017 році порівняно з попереднім роком зменшився на 94,8 % і склав 1 випадок на 100 тис. народжених живими, малюкової смертності — на 1,1 % (9,1 випадка на 1 тис. народжених живими). В області спостерігалась тенденція до незначного зменшення коефіцієнту народжуваності жінок вікової групи 15-19 років: з 22,2 живонароджених на 1000 жінок зазначеного віку у 2015 році до 19,4 у 2017 році.

## Стан після 2014 року
Через окупацію частни Донецької області та обсланого міста — Донецьк, система охорони здоров'я зіштовхнулася з рядом проблем:
1. Втрачено заклади з надання високоспеціалізованої медичної допомоги, які залишились на території області, непідконтрольній українській владі
2. Винник значний брак кваліфікованих лікарів та медичного персоналу
3. Всі заклади охорони здоров'я третього рівня надання медичної (високоспеціалізованої) допомоги залишилися на тимчасово окупованій території області.

В результаті цього, з початку окупації частини території регіону більше 10 тисяч хворих було направлено до багатопрофільних обласних лікарень Київської, Харківської, Дніпропетровської, Запорізької областей, що негативно впливає на своєчасність надання медичної допомоги. У зв'язку з цим, в області забезпечується організація надання відповідних послуг на території, підконтрольній українській владі.
Зокрема, протягом 2014—2019 років в області реалізовано низку важливих проєктів, в результаті чого:
- відкрито обласну травматологічну лікарню у м. Лиман
- створено Донецький обласний центр профілактики та боротьби із СНІДом
- створено КНП «Обласна лікарня інтенсивного лікування м. Маріуполь»
- відкрито сучасне фізіотерапевтичне відділення КЛПУ «Обласний госпіталь для ветеранів війни м. Святогірська»
- відкрито відділення дитячої хірургії у м. Краматорськ
- відкрито відділення амбулаторного гемодіалізу у містах Краматорськ і Мирноград, а також смт Велика Новосілка
- на базі КЗОЗ «Перинатальний центр м. Маріуполь» відкрито симуляційний центр
- відкриття відділення II етапу виходжування недоношених новонароджених на базі КЗОЗ «Перинатальний центр м. Маріуполь»
- відкрито обласний центр з питань діагностики та лікування фонових захворювань шийки матки на базі КЗОЗ «ОЛІЛ м. Маріуполь»
- завершено І етап створення єдиної оперативно-диспетчерської служби

Також, з метою поліпшення ситуації у сфері захворюваності на серцево-судинні хвороби на території Донецької області, підконтрольній українській владі, відкрито 2 сучасні кардіохірургічні центри:
- відділення кардіо- та рентгенваскулярної хірургії на 40 ліжок (працює в режимі 24/7 та за програмою «Стоп-інфаркт») з одним з найсучасніших в Україні ангіографів, дитячої хірургії, а також амбулаторного аналізу на 18 діалізних амбулаторних місць (на базі КЛПУ «Міський онкологічний диспансер м. Краматорська»);
- відділення інтервенційної кардіології та ендоваскулярної хірургії (на базі КУ «Маріупольська міська лікарня швидкої медичної допомоги»).

За даними Національного інституту серцево-судинної хірургії ім. М. М. Амосова НАМН України, за підсумками 2018 року з 42-х кардіохірургічних центрів України, представлених в Асоціації серцевосудинних хірургів України, КЛПУ «Міський онкологічний диспансер м. Краматорська» посідає 10 місце за кількістю виконаних стентувань коронарних артерій

## Заклади охорони здоров'я
Мережа закладів охорони здоров'я області, на підконтрольній території України з 2014 року, представлена 135 закладами охорони здоров'я входять 33 центри первинної медико-санітарної допомоги, 46 лікарень, 2 психіатричні лікарні, обласні травматологічна та дитяча лікарні, обласна лікарня інтенсивного лікування, 2 перинатальних центри, 8 диспансерів, 3 санаторії, госпіталь ветеранів війни, центр профілактики та боротьби зі СНІДом, 2 станції переливання крові, центр екстреної медичної допомоги тощо.

### Первинний рівень[1]
- 33 центри первинної медико-санітарної допомоги, із структурними та відокремленими структурними підрозділами:
  - 251 амбулаторія
  - 259 фельдшерсько-акушерських пунктів (ФАПи)

### Вторинний рівень[1]
- 42 міські та районні лікарні (вкючючи центральні)
- 2 інфекційні лікарні
- 15 стоматологічних поліклінік
- 2 пологових будинки
- 1 міська лікарня швидкої медичної допомоги
- 1 міська дитяча лікарня
- 1 міська поліклініка
- 1 територіальне медичне відділення

### Обласні заклади надання спеціалізованої медичної допомоги[1]
- госпіталь ветеранів війни
- обласний центр екстреної медичної допомоги та медицини катастроф
- обласна дитяча лікарня[2]
- обласна травматологічна лікарня
- обласна лікарня інтенсивного лікування[3]
- центр профілактики та боротьби зі СНІДом
- будинок дитини
- центр реабілітації дітей з органічним ураженням нервової системи
- 8 диспансерів
- 2 станції переливання крові
- 2 перинатальних центри
- 3 психіатричні лікарні
- 3 санаторії

### Освіта, інші медичні послуги[1]
- Донецький національний медичний університет
- 3 медичні коледжи
- 2 центри медичної статистики
- обласний центр медикосоціальної експертизи
- бюро судовомедичної експертизи
- база спеціального медичного постачання
- 3 медичні центри (включаючи центр здоров'я) ВО «Фармація»

Влітку 2021 року в м. Краматорськ розпочалося будівництво обласної багатопрофільної лікарні. Передбачалося, що стаціонарна допомога надаватиметься у 19 відділеннях потужністю 600 ліжок. Консультативне відділення матиме можливість приймати до 600 відвідувачів за зміну.

### Перелік закладів охорони здоров'я
- Станом на листопад 2021 року.

## Медичні кадри та медична освіта
Станом на 2020 рік:
- на території Донецької області діє 3 медичні коледжі (Бахмутський[5], Лиманський[6] та Костянтинівський[7]) та медичний університет.
- у закладах охорони здоров'я укомплектованість лікарями складає 64 % (працюють 5,3 тис. осіб), молодшими медичним персоналом — 80,3 % (13,0 тис. осіб). Особлива потреба існує у лікарях наступних спеціальностей: загальна практика-сімейна медицина, педіатрія, анестезіологія (у тому числі дитяча), неврологія, психіатрія (у тому числі дитяча), інфекційні хвороби (у тому числі дитячі), офтальмологія дитяча, радіологія, патологічна анатомія.

Серед працюючих у галузі охорони здоров'я лише 19 % — це особи у віці до 35 років, у той же час осіб пенсійного віку — 22 %, а серед лікарів — 31 %

## Реформування та оптимізація

### Госпітальні округи
На території області, підконтрольній українській владі створено 6 госпітальних округів: Бахмутський, Волноваський, Краматорський, Маріупольський, Покровський, Слов'янський